# Thorncroftia
Thorncroftia es un género con cinco especies de plantas con flores perteneciente a la familia Lamiaceae. Es originario de  Sudáfrica.

## Especies
- Thorncroftia longiflora N.E.Br., Bull. Misc. Inform. Kew 1912: 281 (1912).
- Thorncroftia lotteri T.J.Edwards & McMurtry, S. African J. Bot. 72: 202 (2006).
- Thorncroftia media Codd, Bothalia 16: 52 (1986).
- Thorncroftia succulenta (R.A.Dyer & E.A.Bruce) Codd, Bothalia 7: 431 (1961).
- Thorncroftia thorncroftii (S.Moore) Codd, Bothalia 7: 430 (1961).